# Freightliner
Freightliner Trucks, comunemente denominata Freightliner, è un produttore di autocarri americano con sede a Portland negli Stati Uniti. È una sussidiaria di Daimler Trucks North America, a sua volta controllata al 100% dalla tedesca Daimler Truck AG.

## Storia

### Fondazione
Nel 1929, il fondatore della Consolidated Freightways (CF), Leland James, decise di creare una divisione aziendale denominata Freightliner, per produrre semitrattori ad uso aziendale.
Basato sul telaio dei veicoli Fageol, il primo modello dell'azienda fu realizzato con un rimorchio più lungo rispetto alla concorrenza. In quanto disponeva di una cabina posizionata sopra l'asse anteriore che permetteva di rispettare le severe leggi, sulla lunghezza massimale.

### 1940–1950
Nel 1942, Leland James ribattezzò la Freightways Manufacturing come Freightliner Corporation; come parte del lancio, l'azienda presentò il primo camion con cabina interamente in alluminio. Durante la seconda guerra mondiale, la produzione di autocarri venne interrotta e riprese nel 1947. Nel 1949, Freightliner vendette il suo primo veicolo al di fuori di CF (al produttore di carrelli elevatori Hyster); il veicolo è conservato nella collezione Smithsonian a Washington, D.C.
Nel 1951, Freightliner stipulò un accordo con la White Motor Company; uno dei maggiori produttori di camion, negli Stati Uniti all'epoca. White vendette Freightliner con il co-branding "White Freightliner" (tutti i veicoli prodotti per CF erano Freightliner).
Nel 1953, Freightliner introdusse una cabina con una traversina sopraelevata (accorciando ulteriormente la cabina) mentre il taxi "shovelnose" di prima generazione, fu ritirato nel 1954 in favore del design "WFT" più alto e piatto.

### 1960
Per ridurre i dazi all'importazione imposti dal Canada (successivamente rimossi da Auto Pact), Freightliner aprì il suo primo impianto di produzione canadese nel 1961, a Burnaby, nella Columbia Britannica. Per aumentare la produzione negli Stati Uniti, furono aperti stabilimenti di assemblaggio a Chino in California ed Indianapolis in Indiana. Nel 1969 fu aperto un secondo stabilimento a Portland per la produzione di componenti.

### 1970

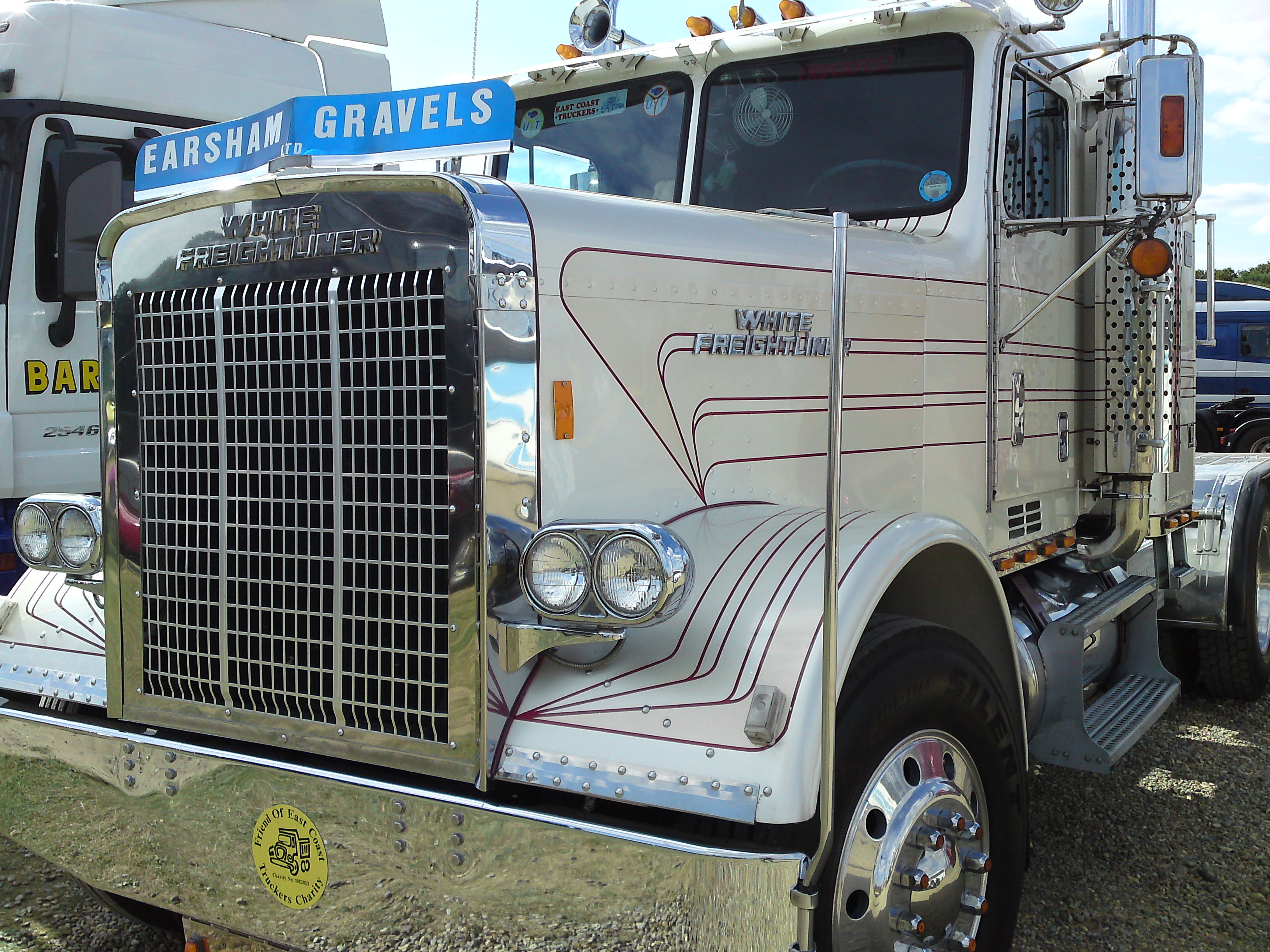
White Freightliner WFC120 (1974-1976)

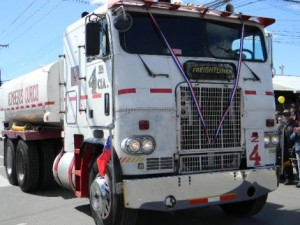
Freightliner FLT cabover (1976-1986)

Nel 1974, l'accordo con la White Motor Company per la distribuzione di autocarri terminò, in quanto non produceva più utili; di conseguenza, la Freightliner Corporation, iniziò la sua attività come produttore e distributore indipendente.

### 1980
Nel maggio 1981, Consolidated Freightways vendette la sua attività di produzione di autocarri e il marchio Freightliner a Daimler-Benz, permettendole di concentrare le risorse finanziarie sulla attività di autotrasporto. In questo periodo, gli stabilimenti di Chino e Indianapolis furono chiusi definitivamente.
Nel 1982, il Surface Transportation Assistance Act, rese meno rigidi gli standard di peso e lunghezza ed impose una nuova accisa sugli autocarri pesanti e sugli pneumatici che utilizzavano.
Nel 1985, Freightliner introdusse una nuova serie denominata Medium Conventional (FLC112), utilizzando la parte passeggeri della cabina del Mercedes-Benz LK. Nel 1989, Freightliner acquisì uno stabilimento a Cleveland, nella Carolina del Nord che produceva autobus per il produttore tedesco MAN.

### 1990

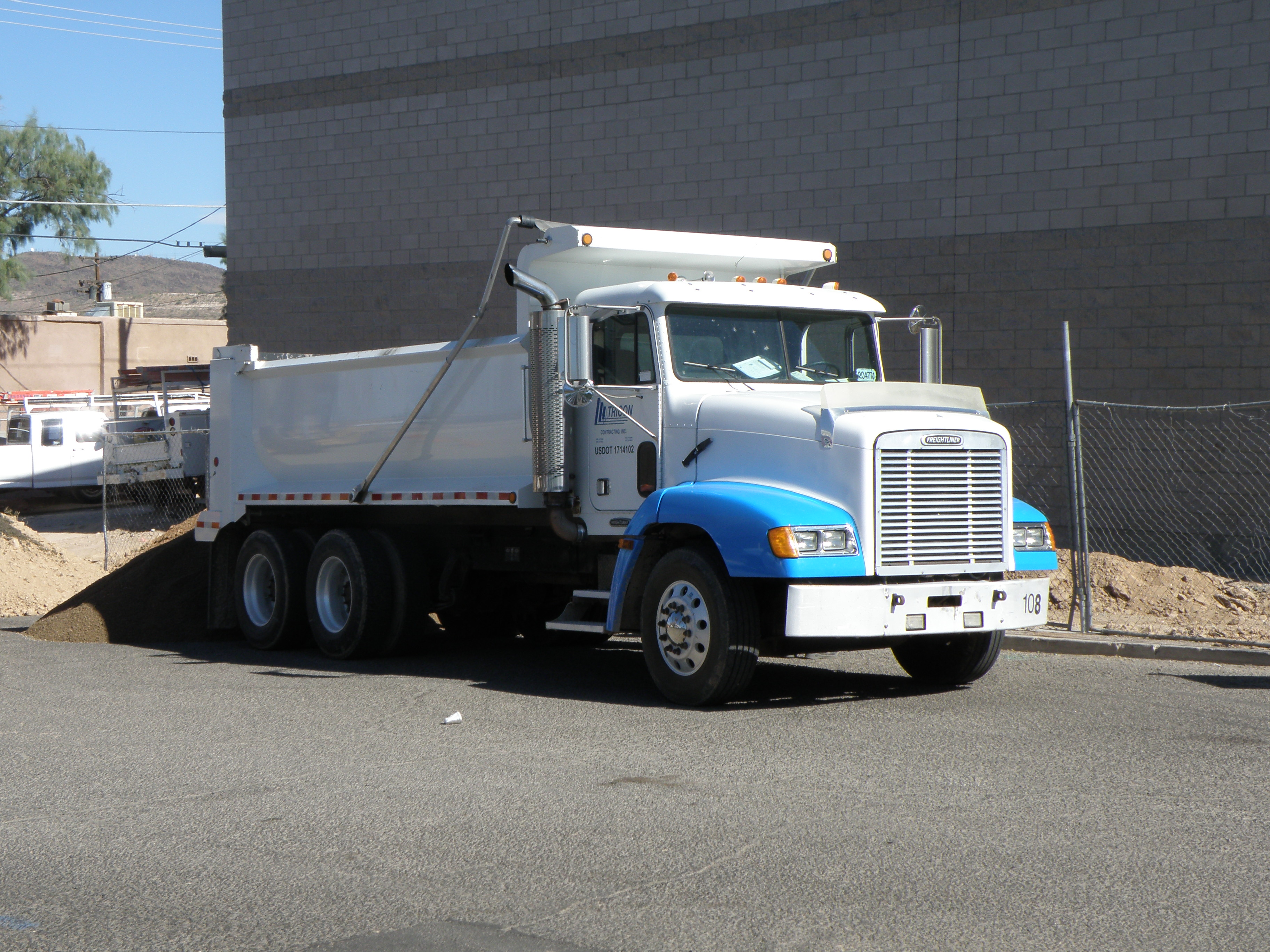
Freightliner FLD 112

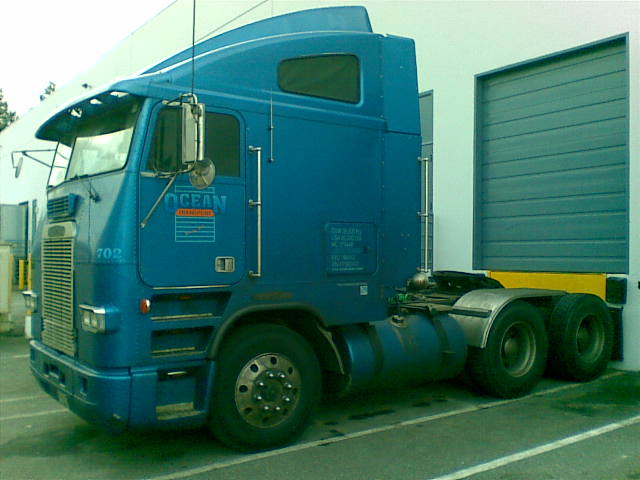
Freightliner FLA COE

Nel 1991, la società madre Daimler-Benz si ritirò dal segmento dei camion di medie dimensioni, spostando la sua presenza su Freightliner. In sostituzione del vecchio Mercedes-Benz L1117, fu introdotto il Business Class. Chiamato anche la serie FL, il Business Class era una versione ridotta del FLC112, che condivideva la sua cabina con il Mercedes-Benz LKN.
Lo stabilimento di assemblaggio di Burnaby fu chiuso e fu sostituito da una nuova struttura a St. Thomas, in Ontario. I programmi di riduzione dei costi in tutta l'azienda, ripristinarono la redditività, quando il mercato si riprese. La produzione, iniziò anche a Santiago Tianguistenco in Messico, in uno stabilimento di proprietà di Daimler-Benz. A quel tempo, lo stabilimento produceva anche autobus, camion di medie dimensioni progettati in Brasile e autovetture compatte Mercedes-Benz.
Dopo l'introduzione della Business Class per il servizio di medio raggio, Freightliner assistì a un'ulteriore evoluzione della sua gamma di modelli. Nel 1996, l'azienda introdusse il Freightliner Century Class, la sua prima Classe 8 convenzionale, completamente nuova in oltre 20 anni. Un anno dopo, la società iniziò la produzione di telai per autobus carenati, con l'FS-65 derivato dal Business Class. Nel 1999, debuttò il Freightliner Argosy che sostituì l'FLB e consolidò i quattro precedenti Freightliner COE, in un'unica gamma di modelli. Nello stesso anno, Freightliner costruì il suo milionesimo veicolo mentre la famiglia di modelli convenzionali Century Class fu ampliata, aggiungendo la Columbia conventional.

### Diversificazione aziendale
Durante il decennio, Freightliner fece numerose acquisizioni per proseguire la propria diversificazione. Nel 1995, la Oshkosh Custom Chassis divenne la Freightliner Custom Chassis, producendo le basi per furgoni utilizzati da corrieri, oltre a scuolabus e bus navetta. Nel 1996 venne acquistato il produttore di veicoli antincendio, LaFrance; poiché era in difficoltà finanziarie. Nel 1997, venne acquisita la produzione di autocarri della Ford e successivamente venne commercializzata con il nome Sterling mentre nel 1998, venne acquisito il produttore di autobus Thomas Built Buses.

### 2000

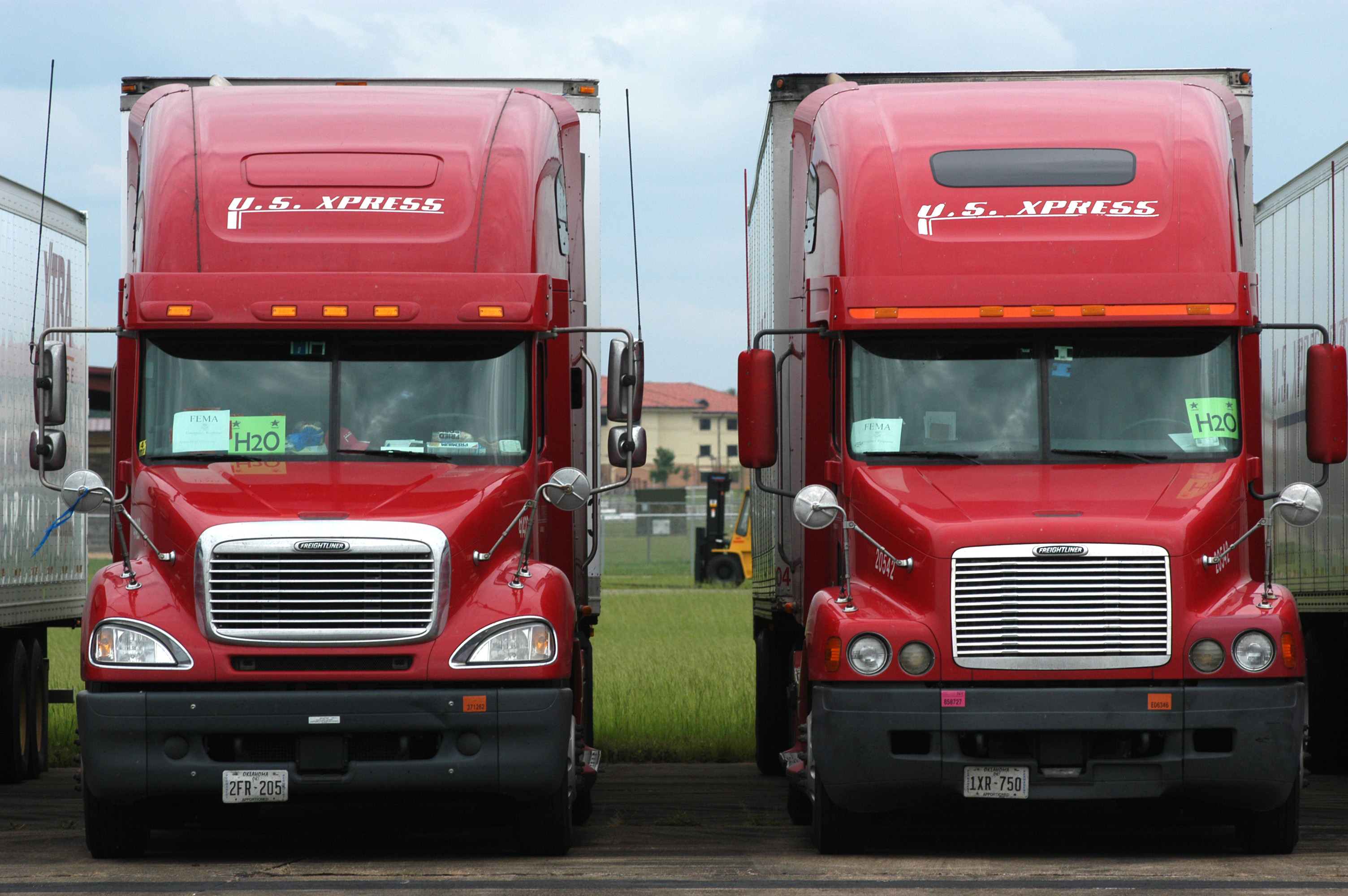
Freightliner Columbia (sinistra) e Century Class (destra)

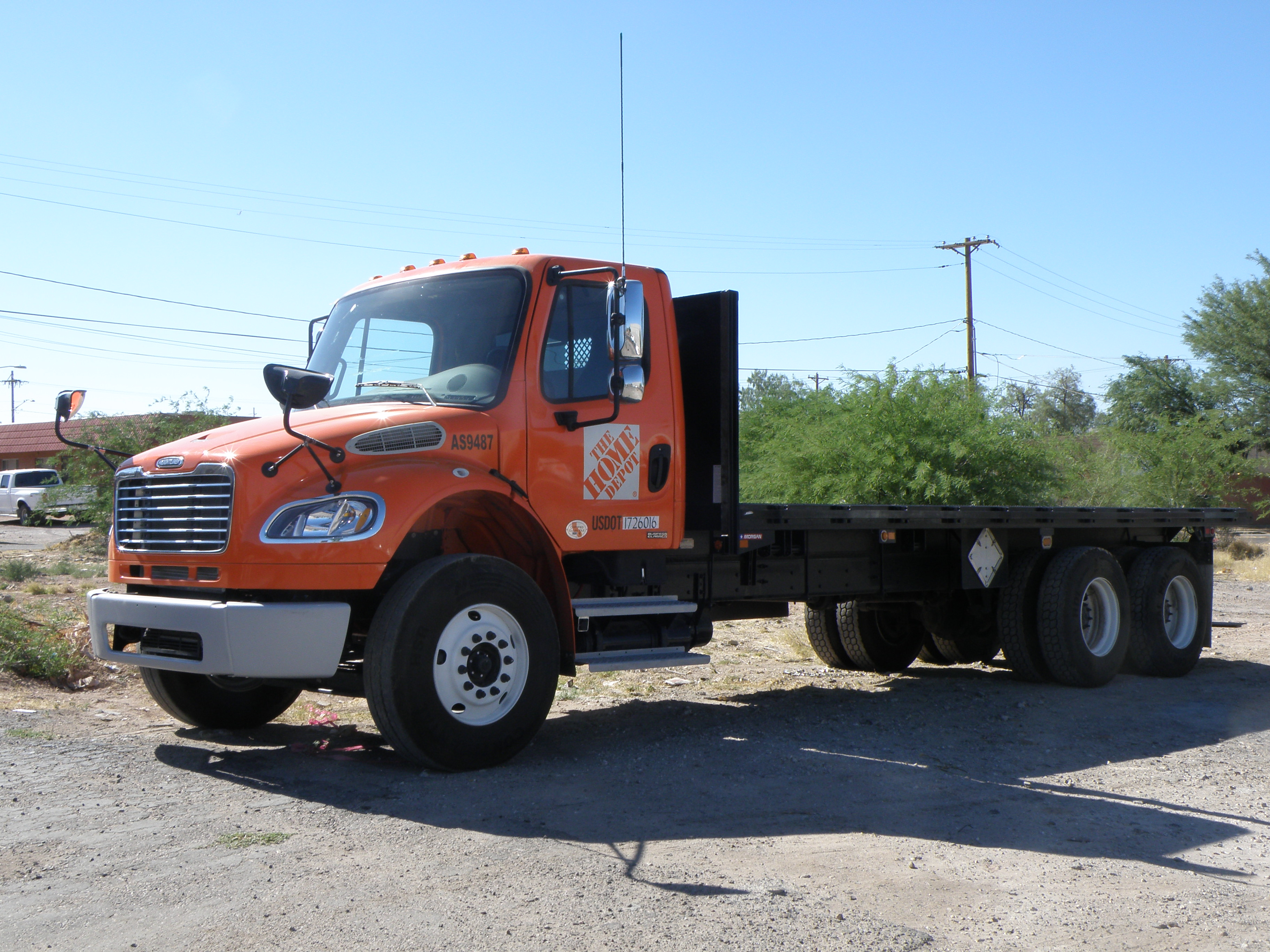
Freightliner Business Class M2

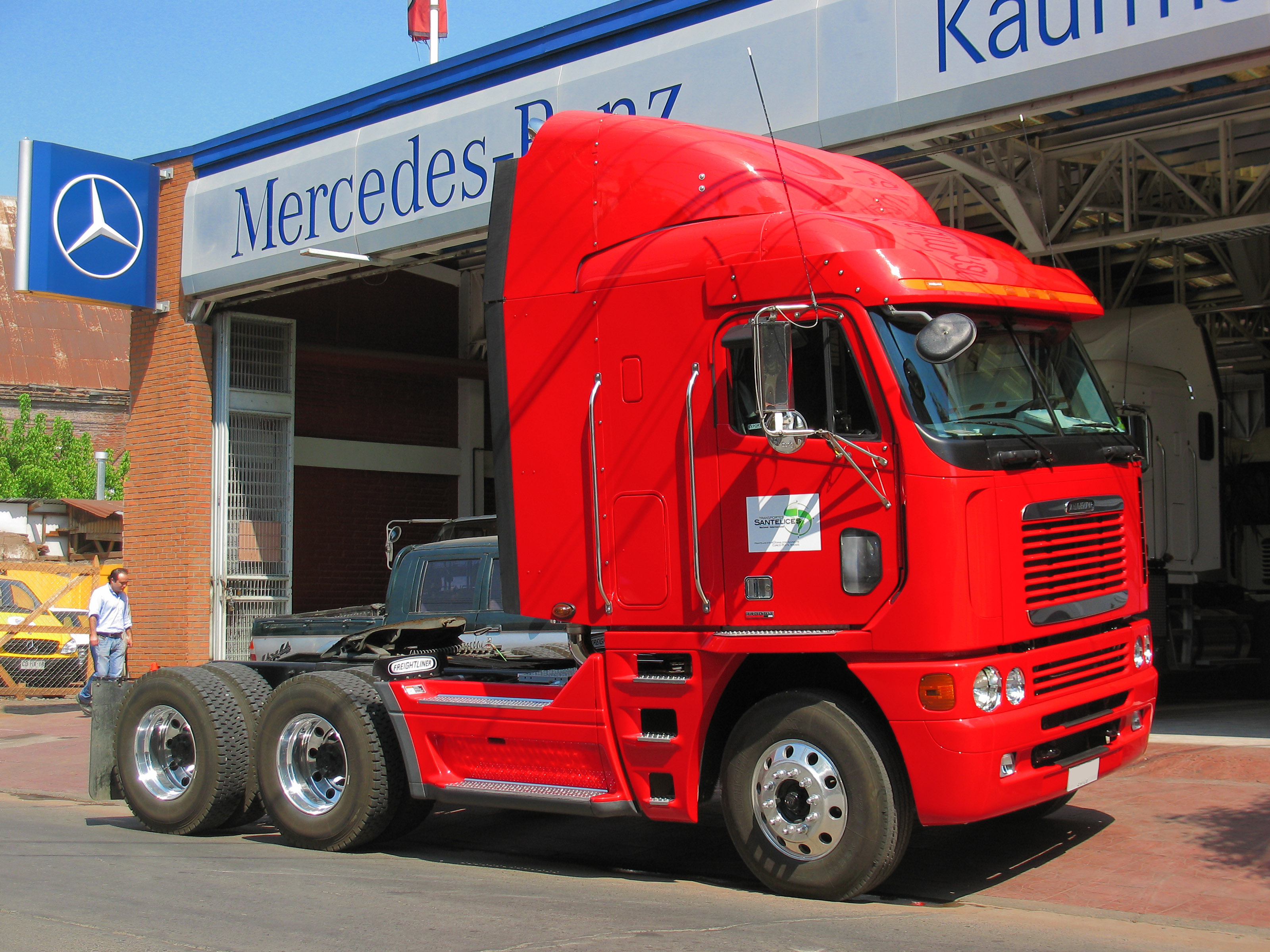
Freightliner Argosy

All'inizio del XXI secolo, Freightliner divenne parte di DaimlerChrysler, in seguito alla fusione nel 1998 della sua società madre con Chrysler; diverse modifiche nel 2000 furono apportate dalla società, a seguito dalla fusione che interessò Freightliner. Western Star Trucks fu acquisito interamente, dando a Freightliner un terzo marchio di camion (insieme agli stabilimenti di assemblaggio a Kelowna in British Columbia e Ladson in South Carolina). Inoltre DaimlerChrysler acquistò Detroit Diesel, originariamente un'entità di General Motors, integrando le sue operazioni all'interno di Freightliner. Alla ricerca di una nuova leadership, DaimlerChrysler nominò l'ex CFO dell'azienda per avviare un'inversione di tendenza nell'azienda. Nel 2002, lo stabilimento Kelowna di Western Star fu chiuso e la produzione fu trasferita a Portland, insieme ad uno stabilimento di Thomas a Woodstock in Ontario che fu consolidato interamente a High Point.
Dal 2002, la linea di prodotti Freightliner fu aggiornata con la nuova gamma di medie dimensioni che introdusse una seconda generazione del Business Class, il Business Class M2, che andò dalla Classe 5 alla Classe 8. La famiglia di modelli Century Class, fu ulteriormente ampliata con il debutto del Freightliner Coronado premium conventional.
Con uno stile simile al FLD132 Classic XL, il Coronado condivideva la struttura e la tecnologia della cabina con il Century Class ed il Columbia, commercializzati per i servizi di trasporto. In un'ulteriore espansione della gamma, fu introdotto il Freightliner Condor che fu il primo COE ad ingresso ridotto; competendo con l'Autocar Xpeditor per la produzioni di veicoli adibiti alla raccolta dei rifiuti.
All'inizio degli anni 2000, le operazioni delle filiali di Freightliner subirono molteplici cambiamenti. A seguito dell'acquisizione di Western Star Trucks, Freightliner consolidò la produzione di American LaFrance nel precedente stabilimento Western Star a Ladson con l'obiettivo di aumentare la produzione di veicoli d'emergenza specializzati. Pur rimanendo il quinto più grande produttore nel segmento dei veicoli di emergenza, American LaFrance fu venduta nel 2005 ad un fondo di private equity con DaimlerChrysler che mantenne la proprietà della fabbrica di Ladson.
Nel 2006, il furgone Sprinter subì un restyling (per la prima volta); l'assemblaggio finale si spostò nell'ex stabilimento americano di LaFrance a Ladson, nella Carolina del Sud. Sebbene venduto quasi esclusivamente come furgone da carico, il Freightliner Sprinter venne offerto anche come veicolo passeggeri (insieme al Dodge e Mercedes-Benz Sprinter).
Nel 2007 Daimler AG, decise di vendere la sua quota di partecipazione in Chrysler, a Cerberus Capital Management, comportando la divisione dei due marchi. Freightliner iniziò la produzione di camion a Saltillo in Messico mentre il 7 gennaio 2008, Freightliner LLC fu ribattezzata in Daimler Trucks North America, come società madre del marchio Freightliner Trucks, insieme a Sterling, Western Star, Detroit Diesel e Thomas Built Buses. Nel 2008, l'azienda introdusse il Freightliner Cascadia, un autoarticolato di Classe 8, destinato come successore del Century Class e del Columbia.
Nel 2009, Freightliner iniziò la produzione di versioni a gas naturale del Business Class M2 nel suo stabilimento di Mount Holly. Nel marzo dello stesso anno, l'azienda interruppe la produzione di Sterling Trucks in quanto vi fu una sostanziale sovrapposizione di modelli con Freightliner e una quota di mercato in diminuzione (nonostante i lanci di prodotti differenti). La chiusura di Sterling portò anche alla chiusura dello stabilimento di St. Thomas.

### 2010-presente

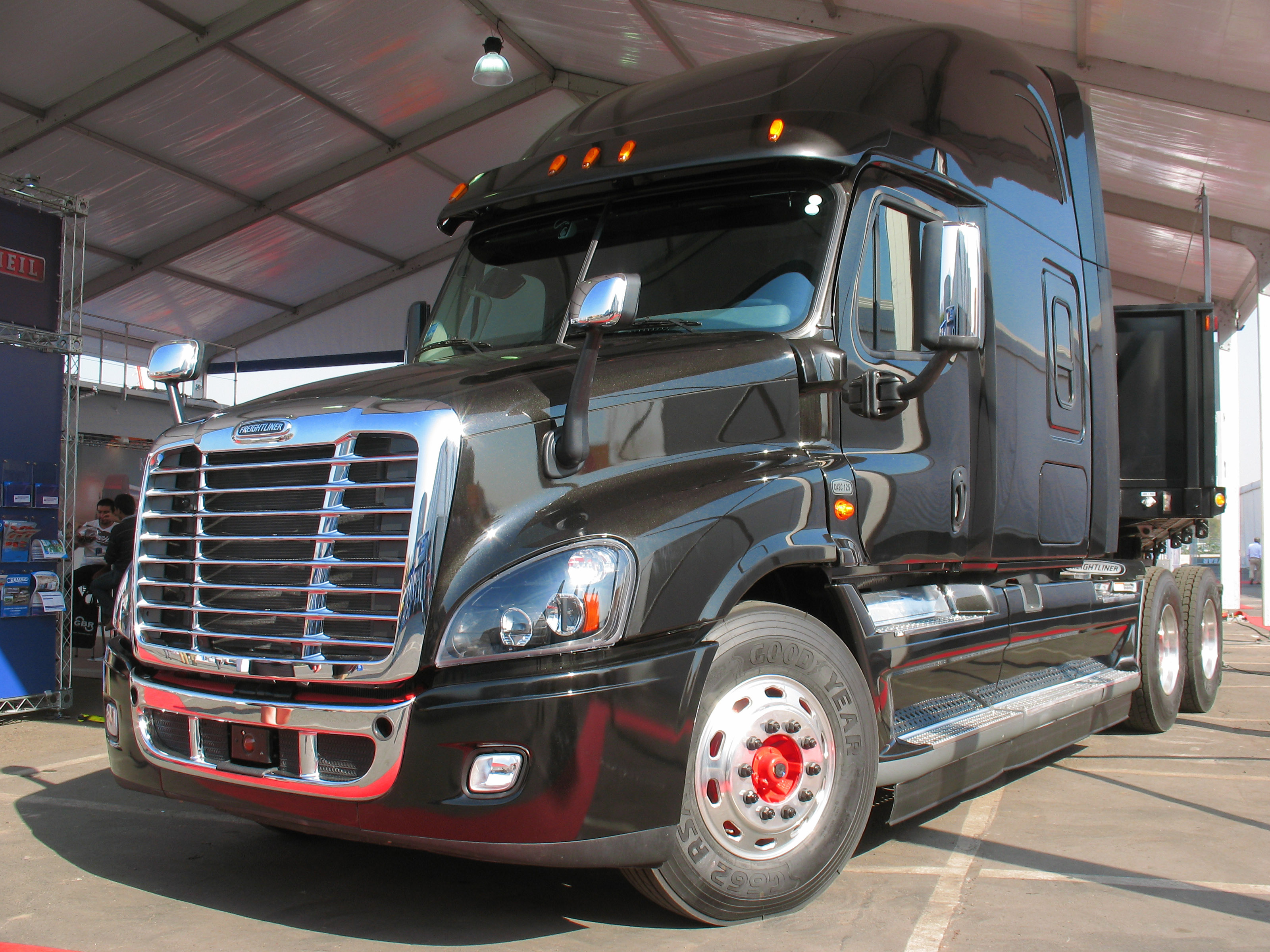
Freightliner Cascadia

A seguito della chiusura di Sterling, le produzioni del FLD 120/132 Classic/Classic XL, del Columbia e del Century Class, furono interrotte nel 2010. Mentre la produzione del Business Class M2 e del Coronado, proseguirono. Nel 2010, Freightliner introdusse il suo primo veicolo ibrido diesel-elettrico, basato su un M2 106 mentre nel 2011, l'azienda debuttò con la famiglia di modelli SD. Accanto al Coronado SD introdotto l'anno precedente, si sono aggiunsero due nuovi modelli, il 108SD e il 114SD, derivati dalla famiglia di modelli M2.
Nel 2012, Freightliner celebrò il suo 70º anniversario, svelando il concept vehicle Revolution. Realizzato in fibra di carbonio e plastica, la cabina presentava un layout ridisegnato. Destinato all'uso da parte di un solo guidatore, il sedile del passeggero fu sostituito da un sedile ribaltabile (trasformabile in letto).
A seguito dell'aumento della domanda per il Cascadia, la società madre annunciò nel 2012 i piani per espandere la sua forza lavoro presso la sua struttura di Cleveland, NC. Nel 2013, Freightliner ampliò la sua gamma, aggiungendo una versione a gas naturale al Cascadia.
Il Coronado fu aggiunto alla famiglia di modelli SD e fu ribattezzato in 122SD. Il 22 agosto 2014, lo stabilimento di Cleveland costruì il 3 milionesimo veicolo di Daimler Truck North America, un Cascadia Evolution.
Nel maggio 2015, fu presentato vicino alla diga di Hoover, il Freightliner Inspiration; un autocarro basato sul Cascadia ed avente un livello 3 di guida autonoma. Nel 2017 fu introdotto il Cascadia di seconda generazione che adottò elementi di design del concept Inspiration. Nel 2018, Freightliner debuttò con il COE EconicSD, destinato principalmente alla raccolta dei rifiuti e basato sul Mercedes-Benz Econic. Nel settembre 2019, la società madre Daimler annunciò che avrebbe interrotto "le sue iniziative di sviluppo di motori a combustione interna come parte dei suoi sforzi per abbracciare i veicoli elettrici".

## Modelli

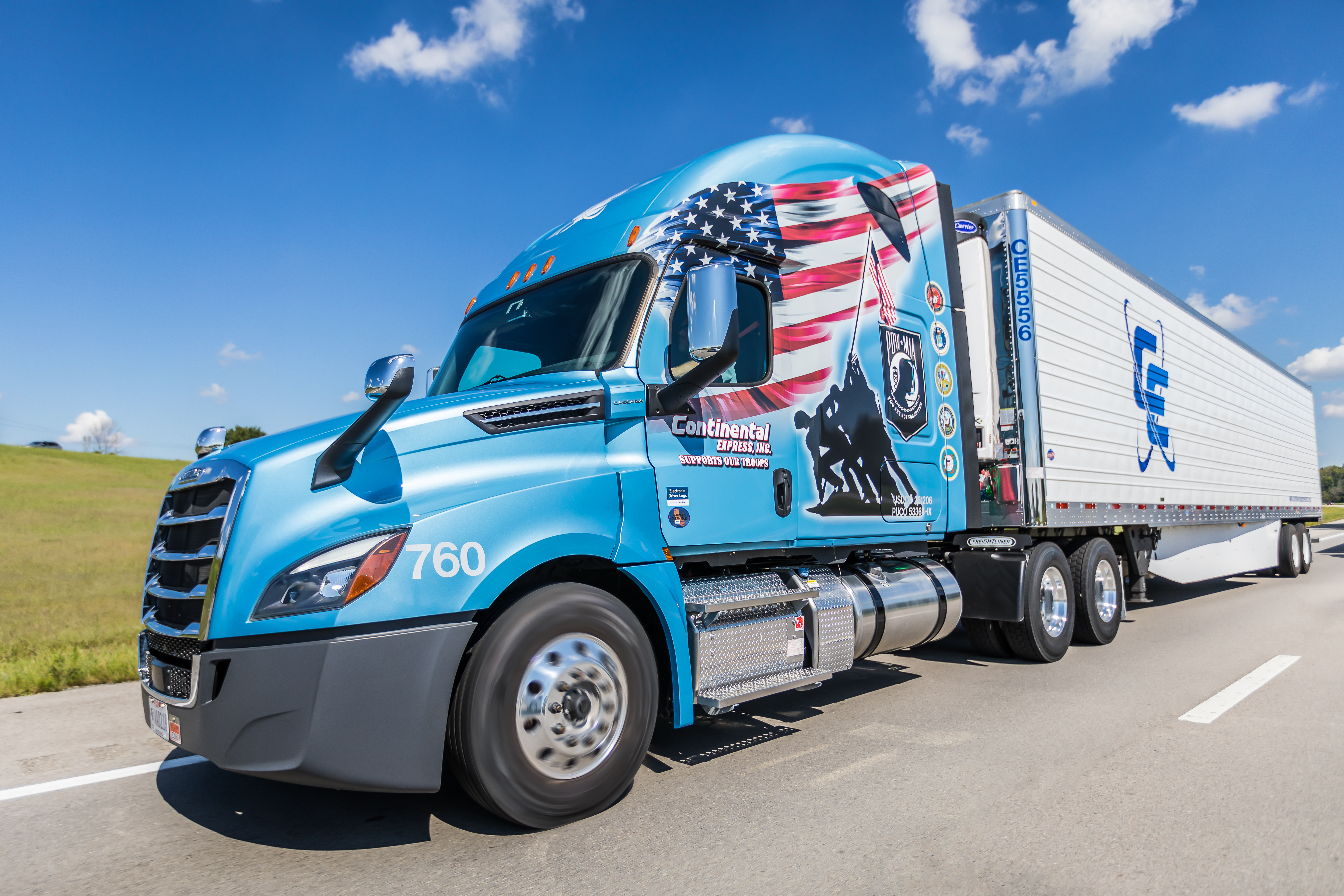
Freightliner Cascadia II

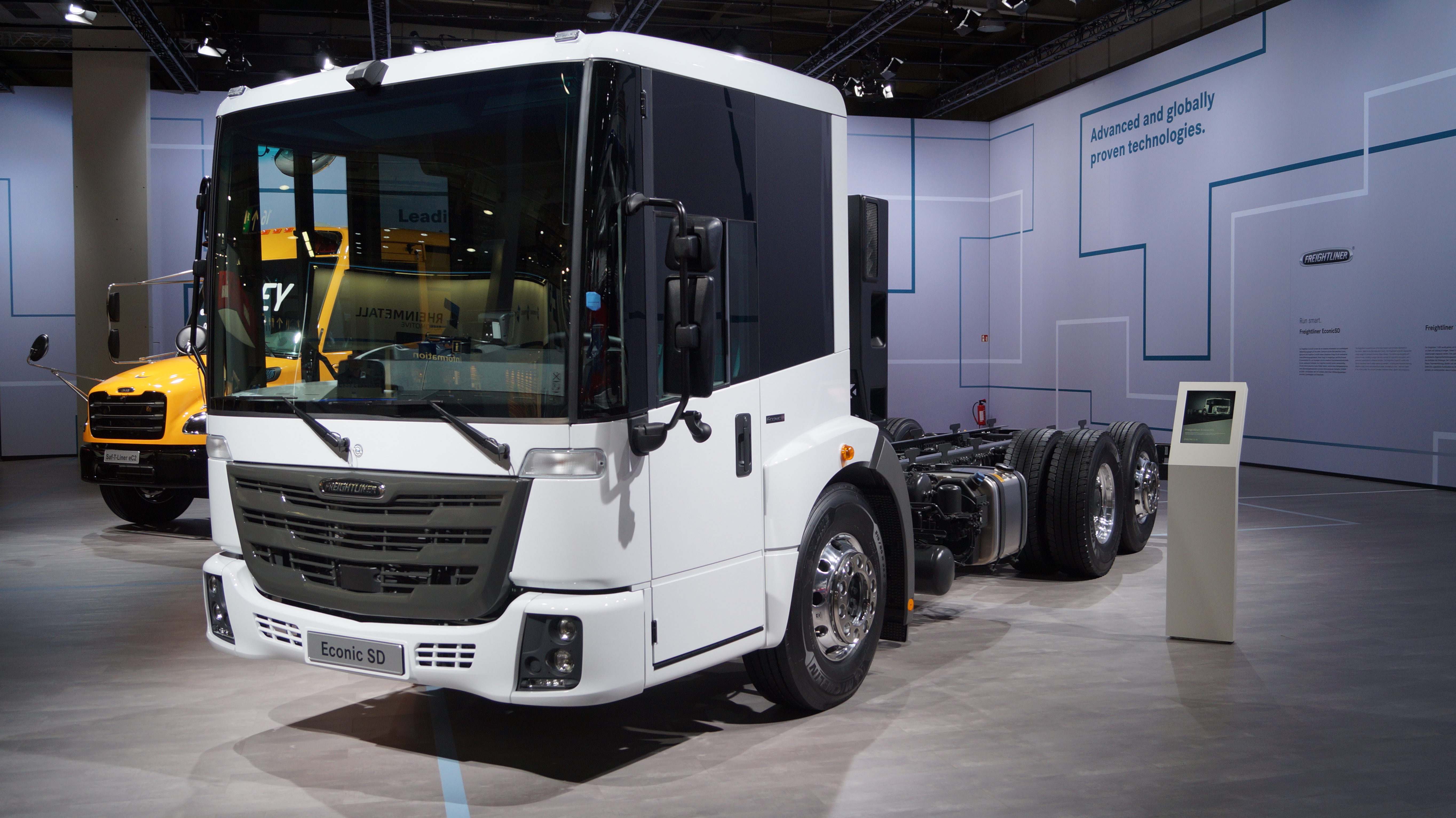
Freightliner EconicSD

### Modelli attuali
- Freightliner Cascadia II (2018-presente)
- Freightliner Sprinter III (2018-presente)
- Freightliner Econic SD (2018-presente)
- Freightliner Argosy (2007-presente)
- Freightliner Business Class M2 (2001-presente)

### Modelli storici
- Freightliner Cascadia I (2007-2018)
- Freightliner Sprinter II (2006-2018)
- Freightliner Condor (2001-2013)
- Classic Series (1990-2010)
- FLD-Series (1987-2010)
- Freightliner Cargo (1999-2007)
- Freightliner Business Class (FL-Series) (1985-2007)
- Freightliner Sprinter I (1995-2006)
- FLA-Series (1987-1997)
- FLB-Series (1987-1997)
- FLC-Series (1977-1987)
- FLT-Series (1976-1986)
- WFC (1974-1976)
- WFT (1958-1976)

## Nell'arte e nella cultura di massa
Un autocarro con rimorchio Freightliner è ripreso in primo piano nel celebre film Intrigo internazionale di Alfred Hitchcock, girato nel 1959. Nella scena in cui il protagonista Cary Grant viene inseguito da un aereo, nel tentativo di fermare un autocarro che percorre una strada in mezzo a un deserto, si nota per pochi istanti il marchio sopra la calandra, fino a riempire quasi tutto lo schermo nell'istante che precede l'investimento. Il Freightliner poi prende fuoco dopo che l'aeroplano si schianta sul veicolo stesso.
Nella famosa serie animata di culto di metà anni ottanta Transformers, una motrice Freightliner FLT COE doppio asse di colore rosso e blu dotata di rimorchio grigio era la modalità di trasformazione di Optimus Prime, il valoroso comandante degli Autobot.
Nel film Terminator 2 - Il giorno del giudizio del 1991 viene utilizzato un Freightliner nell'inseguimento ad inizio film.